# Art Rochester
Art Rochester (Los Angeles, 25 de fevereiro de 1994) é um sonoplasta estadunidense. Foi indicado ao Oscar de melhor mixagem de som em cinco ocasiões por seu trabalho como engenheiro de som cinematográfico.

## Prêmios e indicações
- Indicado: Oscar de melhor mixagem de som - The Conversation (1974)
- Indicado: Oscar de melhor mixagem de som - The Witches of Eastwick (1987)
- Indicado: Oscar de melhor mixagem de som - Clear and Present Danger (1994)
- Indicado: Oscar de melhor mixagem de som - Con Air (1997)
- Indicado: Oscar de melhor mixagem de som - Master and Commander: The Far Side of the World (2003)